# František Raboň
František Raboň (Praga, 26 settembre 1983) è un ex ciclista su strada e mountain biker ceco, professionista dal 2005, anno in cui fu campione europeo, al 2013. Dopo una stagione di attività nel mountain biking, si è ritirato definitivamente nel gennaio 2015.

## Carriera

### 2001-2004
Incomincia a mettersi in mostra nel 2001 quando arriva secondo nel Criterium di Netolice, in patria. 
Nel 2002 è un corridore della PSK Remerx. Giunge terzo nella cronometro di Kladruby e conquista la cronosquadre di Kladruby assieme ai compagni di squadra. Arriva al terzo posto nella prova a cronometro di Kamyk.
Nel 2003 trionfa in una tappa del Baltyk-Karkonosze-Tour ed è secondo nel campionato ceco. Sempre nel 2003 trova successo a Vysočina.
Nel 2004 arrivano tre vittorie Rabon infatti si aggiudica la nona frazione del Tour du Maroc, la prova a cronometro del campionato nazionale e la quarta tappa dell'Okolo Slovenska.

### 2005-2010
Viene acquistato nel 2005 dalla PSK Whirlpool-Author, squadra ceca. In questa stagione conquista diverse vittorie: infatti ottiene la terza frazione del giro montenegrino Paths of King Nikola, trionfa nella Brno-Velka Bites-Brno, conquista il Criterium di Pardubice, fa sua la corsa polacca Memorial Andrzeja Trochanowskiego, vince il prologo, due tappe e la Classifica generale del Lidice e diviene campione ceco sia in linea che in crono. Si laurea campione europeo a Mosca nella prova in linea nella categoria Under 23. Si fa notare nuovamente in patria, nel Criterium di Praga l'unico a batterlo è Gilberto Simoni. Vince in Polonia la prima frazione del Malopolski Wyscig Gorski e in Repubblica Ceca il Criterium di Plzeň. L'ultimo successo stagionale è una tappa nella Okolo Slovenska. Inoltre conquista otto podi tra corse, tappe e Criterium.
Nel 2006 passa alla T-Mobile. A maggio partecipa al suo primo grande giro riuscendo a disputare il Giro d'Italia. I migliori risultati stagionali sono un terzo nella prova a cronometro del campionato nazionale disputato a Bratislava e vinto da Ondřej Sosenka (detentore del Record dell'ora). Partecipa al campionato del mondo nella prova in linea tentando una fuga ma viene ripreso.
Nel 2007 torna a disputare il Giro che concluderà in settantanovesima posizione cercando di andare in fuga nella quinta tappa. Trova un podio nel Criterium di Praga, dietro Kankovski e Roman Kreuziger.
Nel 2008 partecipa nuovamente al Supergiro, ma i risultati migliori arrivano successivamente quando conquista la prova a cronometro del campionato nazionale. Dopo la vittoria di tappa al Tour of Ireland giunge terzo alla Praha-Karlovy Vary-Praha.
Nella stagione seguente vince la terza frazione della Vuelta a Murcia e conquista un secondo posto al Critérium International, corsa a tappe francese. Vince il prologo e la cronosquadre del Tour de Romandie, vestendo per due giorni la maglia di capoclassifica, e dopo aver conquistato diversi piazzamenti nel Critérium du Dauphiné ottiene la vittoria nella prova a cronometro del campionato ceco. Partecipa alla Vuelta ma non si piazza mai nella top 10. 
Apre la stagione 2010 con un settimo posto nella classifica generale della Volta ao Algarve. A marzo si aggiudica la quarta tappa e la Classifica generale della Vuelta a Murcia. Dopo un piazzamento nel Cumhurbaşkanlığı Türkiye Bisiklet Turu, parte per il Giro d'Italia. A giugno si incorona nuovamente campione ceco nella prova contro il tempo.

## Palmarès
- 2003

6ª tappa Baltyk-Karkonosze-Tour (Zary-Zgorzelec)
1ª Vysočina (Zdar nad Sazavou)
- 2004

9ª tappa Tour du Maroc (Meknes)
Campionati cechi, Prova a cronometro Under 23
4ª tappa Tour de Slovacquie (Martin circuit race)
- 2005 (PSK Whirpool-Author, nove vittorie)

4ª tappa Paths of King Nikola (Antivari > Antivari)
Brno-Velka Bites-Brno
Memoriał Andrzeja Trochanowskiego
Prologo Lidice
2ª tappa Lidice
3ª tappa Lidice
Classifica generale Lidice
Campionati cechi, Prova in linea U23
Campionati cechi, Prova a cronometro U23
1ª tappa Małopolski Wyścig Górski
4ª tappa, 1ª semitappa Okolo Slovenska (Jelšava)
- 2008 (Team High Road, due vittorie)

Campionati cechi, Prova a cronometro
5ª tappa Tour of Ireland (Cork)
- 2009 (Team Columbia, tre vittorie)

3ª tappa Vuelta a Murcia (cronometro) (San Pedro del Pinatar > San Pedro del Pinatar)
1ª tappa Tour de Romandie
Campionati cechi, Prova a cronometro
- 2010 (Team HTC, tre vittorie)

4ª tappa Vuelta a Murcia (cronometro) (Alhama de Murcia > Alhama de Murcia)
Classifica generale Vuelta a Murcia
Campionati cechi, Prova a cronometro

### Altri successi
- 2002

Kladruby (cronosquadre con Kamil Vrana, Martin Mareš e David Krejčí)
- 2005

Criterium di Pardubice
Criterium di Plzeň
- 2009

Cronosquadre (Yverdon-les-Bains)
- 2012 (Omega Pharma-Quickstep)

2ª tappa, 2ª semitappa Tour de l'Ain (cronosquadre, Saint-Vulbas)

## Piazzamenti

### Grandi Giri
- Giro d'Italia

2006: 147º
2007: 79º
2008: 101º
2010: 134º
2011: ritirato (15ª tappa)
- Vuelta a España

2009: 134º
2012: 157º

### Classiche monumento
- Liegi-Bastogne-Liegi

2008: ritirato
2009: ritirato

### Competizioni mondiali
- Campionati del mondo

Salisburgo 2006 - In linea Elite: ritirato
Salisburgo 2006 - Cronometro Elite: 40º
Stoccarda 2007 - Cronometro Elite: 50º
Varese 2008 - In linea Elite: ritirato
Varese 2008 - Cronometro Elite: 38º
Mendrisio 2009 - Cronometro Elite: 19º
Copenaghen 2011 - Cronometro Elite: 21º
Limburgo 2012 - In linea Elite: 104º
Toscana 2013 - In linea Elite: ritirato